# Martin Klaffke
Martin Klaffke (* 1971) ist ein deutscher Wirtschaftswissenschaftler, Professor für Betriebswirtschaftslehre an der Hochschule für Technik und Wirtschaft Berlin und Fachbuchherausgeber.

## Leben
Klaffke absolvierte Anfang der 1990er Jahre zunächst eine Ausbildung zum Bankkaufmann in Kassel. Ab 1993 studierte er Europäische Wirtschaft und promovierte zum Anlagebetrug am Grauen Kapitalmarkt an der Universität Bamberg. Anschließende Forschungsprojekte führten ihn unter anderem an das Insead, Frankreich sowie an die University of California, Berkeley, die University of Technology, Sydney sowie an die Ajman University, VAE.
Nach Studium und Promotion arbeitete Klaffke zunächst als Projekt-Manager in der Unternehmensberatung, u. a. bei Roland Berger. 2006 erhielt er einen Ruf an die HSBA Hamburg School of Business Administration, lehrte parallel an GISMA, Hannover, Hertie School of Governance, Berlin sowie an der HHL, Leipzig und vertrat die Professur für Sozialpsychologie an der Universität Bamberg. Seit 2013 ist Klaffke Professor für Personal und Organisation an der Hochschule für Technik und Wirtschaft Berlin und gehört seit 2018 zur Visiting Faculty der CDHAW an der Tongji-Universität, Shanghai.
Seine Forschungsschwerpunkte sind die Führung von Mehr-Generationen-Belegschaften im Kontext von Diversity Management sowie die Gestaltung agiler Arbeitswelten im Zusammenhang mit der digitalen Transformation von Unternehmen.

## Veröffentlichungen (Auswahl)
- Anlagebetrug am Grauen Kapitalmarkt. Deutscher Universitätsverlag, Wiesbaden 2002, ISBN 978-3-322-81066-3
- Gestaltung agiler Arbeitswelten. Essential. Springer Verlag, Wiesbaden 2019, ISBN 978-3-658-24864-2
- Strategisches Management von Personalrisiken. Springer Gabler, Wiesbaden 2009, ISBN 978-3-8349-8526-2
- Personalmanagement von Millennials. Springer Gabler, Wiesbaden 2011, ISBN 978-3-8349-6964-4
- Generationen-Management. Springer Gabler, Wiesbaden 2021, ISBN 978-3-658-34786-4
- Arbeitsplatz der Zukunft. Springer Gabler, Wiesbaden 2016, ISBN 978-3-658-12606-3